# Nova Kapela
Pour les articles homonymes, voir Nova Kapela (homonymie).
Nova Kapela est un village et une municipalité située dans le comitat de Brod-Posavina, en Croatie. Au recensement de 2001, la municipalité comptait 5 118 habitants, dont 98,05 % de Croates et le village seul comptait 1 004 habitants.

## Localités
La municipalité de Nova Kapela compte 12 localités :
| - Batrina - Bili Brig - Donji Lipovac - Dragovci - Gornji Lipovac - Magic Mala | - Nova Kapela - Pavlovci - Seoce - Siče - Srednji Lipovac - Stara Kapela |